# 聂辰席
聂辰席（1957年7月—），男，河北灵寿人，中华人民共和国政治人物，曾任中共中央宣传部副部长、国家广播电视总局局长、党组书记。中共十九届中央委员。

## 生平
1974年9月参加工作，任河北省灵寿县菅村供销社会计。1977年，在复旦大学计算机科学系程序设计专业学习。1980年，任河北省统计局计算中心干部、主任科员、工程师。1987年，任河北省经济信息中心数据库和程序库部主任科员、工程师、副主任（正科级）。其间，1988年6月至1990年6月在河北财贸金融函授学院涉外经济专业学习。1992年，任河北省人民政府研究室（经济研究中心）综合处主任科员、信息资料处副处长。1993年2月加入中国共产党。其间，1991年至1994年在中国科学技术大学管理科学系管理科学专业研究生班学习，获工学硕士。1995年，任河北省政府研究室（经济研究中心）教育科研处处长。1997年，任河北省政府研究室（经济研究中心）副主任、党组成员。
1999年，任中共邯郸市委常委、组织部部长。其间，1999年至2000年在新加坡南洋理工大学商学院管理经济学专业学习，获理学硕士。2001年，任中共邯郸市委副书记、市纪委书记。2003年，任中共邯郸市委副书记、市长。其间，1999年至2003年在天津大学管理学院管理科学与工程专业学习，获管理学博士学位。2004年，任中共邯郸市委书记。其间：2004年至2006年在中国人民大学法学院从事民商法博士后研究。2006年11月，任中共河北省委常委、宣传部部长。2007年至2011年兼任河北省社会科学界联合会主席。2011年11月，任中共河北省委常委，河北省人民政府副省长、党组副书记。
2012年10月，任国家广播电影电视总局党组副书记、副局长。2013年3月国务院机构改革后，改任新设立的中华人民共和国国家新闻出版广电总局党组副书记、副局长。2015年4月起，兼任中央电视台台长。2016年9月，接替蔡赴朝任中共中央宣传部副部长、国家新闻出版广电总局局长、党组书记、国家版权局局长。2018年2月，卸任中国中央电视台台长。2018年3月21日，国家广播电视总局召开干部大会，宣布了此前中共中央关于组建国家广播电视总局和领导班子任职的决定，聂辰席任中共中央宣传部副部长、国家广播电视总局局长、党组书记。2022年6月9日，不再担任国家广播电视总局局长职务；同年6月22日，被增补为第十三届全国政协委员、全国政协文化文史和学习委员会副主任。2023年3月，聂辰席当选第十四届全国政协常委，全国政协文化文史和学习委员会副主任。